# Nothrus angolensis
Nothrus angolensis är en kvalsterart som beskrevs av Balogh 1958. Nothrus angolensis ingår i släktet Nothrus och familjen Nothridae. Inga underarter finns listade i Catalogue of Life.